# 莊履豐
莊履豐（1550年—？），字中熙，號梅谷，福建晉江人，明朝翰林。

## 生平
戶部四川司主事莊履朋之兄。隆慶四年（1570年）庚午科福建鄉試第十三名舉人，萬曆五年（1577年）登進士第二甲第三十五名。選翰林院庶吉士，授翰林院编修，轉翰林院修撰，題注起居，充經筵講官。後丁外艱，不久卒。著有《梅谷集》等卷。

## 家庭
曾祖父莊旺，封吏部員外郎。祖父莊一俊，號石山，曾任布政司左參議。父莊望槐，號小石先生。母丘氏、繼母褚氏。具庆下。兄履朋（贡士）、履揆、履隆、履源、履斗、履萬、履甲、履丙。